# سید نعمت‌الله ابطحی
سید نعمت‌الله ابطحی (۱۳۱۹ خمینی شهر) رئیس سازمان آموزش وپرورش کودکان استثنایی کشور، رئیس سازمان آموزش پرورش شاهد در وزارت آموزش وپرورش، معاون، قائم مقام و سرپرست وزارت آموزش وپرورش بود.
ابطحی در سال ۱۳۱۹ در یک خانواده روحانی در خمینی شهر به دنیا آمد. تحصیلات ابتدایی را در همان شهر به پایان برد و سپس برای دوره متوسطه به اصفهان رفت. او لیسانس خود را از دانشگاه تربیت معلم گرفت و بعد از پایان فوق لیسانس برای دوره دکترا به دانشگاه ماساچوست رفت و پس از پیروزی انقلاب ۵۷ ادامه دوره دکترا را در دانشگاه تهران به پایان برد.
وی در همان دوره تحصیل در آموزش و پرورش به تدریس اشتغال داشت و پس از انقلاب سمت‌هایی مانند مدیرکل آموزش وپرورش استان مرکزی و استان اصفهان، مدیرکل امتحانا ت وزارت، مدیرکل آموزش عمومی وزارت، رئیس سازمان آموزش وپرورش کودکان استثنایی کشور، رئیس سازمان آموزش پرورش شاهد در وزارت آموزش وپرورش، معاون برنامه‌ریزی توسعه وزارت، معاون آموزشی وزارت و قائم مقام وزیر و سرپرست وزارت آموزش وپرورش را برعهده گرفت.
او همچنین مسئولیت‌هایی را در شورایعالی آموزش وپرورش – ریاست کمیسیون معین شورایعالی – رئیس کمیسیون تغییر نظام دوره ابتدایی را عهده‌دار بود.